# 박은빈
박은빈(朴恩斌, 1992년 9월 4일~)은 대한민국의 배우이다.

## 학력
- 서울방이초등학교(졸업)
- 방이중학교(졸업)
- 영파여자고등학교(졸업)
- 서강대학교(심리학·신문방송학/학사)

## 필모그래피

### 영화
- 1998년 영화 《남자이야기》
- 2000년 영화 《소녀의 기도》 ... 소녀 역
- 2002년 영화 《메모리즈》
- 2002년 영화 《피아노 치는 대통령》 ... 수다맨의 꼬마 역
- 2004년 영화 《내 남자의 로맨스》 ... 초등학생 김현주 역
- 2004년 영화 《1.3.6》 ... 소녀 역
- 2010년 영화 《고사 두 번째 이야기: 교생실습》 ... 윤나래 역
- 2013년 영화 《은밀하게 위대하게》 ... 윤유란 역(특별출연)
- 2022년 영화 《마녀 파트 2 디아 더원》 ... 경희 역
- 2023년 영화 《1947 보스톤》 … 옥림 역

### 드라마
- 1997년 MBC 아침 일일연속극 《사랑과 이별》
- 1998년 SBS 월화 특별기획 드라마 《백야 3.98》 ... 최상규 소령의 딸, 최소영 역
- 1999년 MBC 단막극 《MBC 베스트극장 - 모래 위에 집을 짓다》
- 1999년 MBC 단막극 《MBC 베스트극장 - 북어대가리》
- 1999년 MBC 단막극 《MBC 베스트극장 - 악어와 악어새》
- 1999년 MBC 단막극 《MBC 베스트극장 - 옛사랑》
- 1999년 MBC 일요 아침 연속극 《사랑밖엔 난 몰라》 ... 이정민 역
- 2000년 MBC 단막극 《MBC 베스트극장 - 송이야 놀자》
- 2020년 SBS 저녁 일일시트콤 《순풍산부인과》 ... 620회(특별출연)
- 2000년 MBC 단막극 《MBC 베스트극장 - 황금노을》
- 2000년 SBS 월화 특별기획 드라마 《도둑의 딸》 ... 정님 역
- 2001년 KBS2 수목 특별기획 드라마 《명성황후》 ... 어린 순명효황후 민씨(이유리 아역) 역
- 2001년 SBS 드라마스페셜 《수호천사》 ... 어린 정다소(송혜교 아역) 역
- 2001년 MBC 단막극 《MBC 베스트극장 - 남자이야기》
- 2001년 EBS1 우리들의 이야기 극장 《유나의 그림일기》
- 2001년 ~ 2002년 MBC 창사 40주년 특별기획 드라마 《상도》 ... 어린 이쁜이(채명지 아역) 역
- 2002년 KBS2 저녁 일일시트콤 《동물원 사람들》 ... (특별출연)
- 2002년 MBC 단막극 《MBC 베스트극장 - 한 잎의 여자》
- 2002년 MBC 단막극 《MBC 베스트극장 - 짝사랑》
- 2002년 MBC 단막극 《MBC 베스트극장 - 올드 패션 러브송》
- 2002년 MBC 가정의 달 특집 2부작 드라마 《난 왜 아빠랑 성이 달라?》 ... 김마리 역
- 2002년 MBC 단막극 《MBC 베스트극장 - 부엌데기》
- 2002년 MBC 10부작 월화드라마 《내 사랑 팥쥐》 ... 어린 은희원(홍은희 아역) 역
- 2002년 KBS2 월화드라마 《거침없는 사랑》 ... 어린 서경주(오연수 아역) 역
- 2002년 SBS 주말 특별기획 드라마 《유리구두》 ... 어린 우승희(김규리 아역) 역
- 2003년 KBS1 대하드라마 《무인시대》 ... 이달래(사평황후 이씨, 강종 원비 - 태자비) 역
- 2003년 MBC 수목드라마 《위풍당당 그녀》 ... 어린 이금희(김유미 아역) 역
- 2003년 SBS 월화 특별기획 대하드라마 《왕의 여자》 ... 어린 송이 / 동정월(김혜리 아역) 역
- 2004년 EBS1 청춘드라마 《가을친구》
- 2004년 SBS 드라마스페셜 《유리화》 ... 어린 신지수(김하늘 아역) 역
- 2005년 MBC 설 특집 2부작 드라마 《해후》
- 2005년 SBS 드라마스페셜 《홍콩 익스프레스》 ... 어린 환희 / 한정연(송윤아 아역) 역
- 2005년 KBS2 HD 수목 특별기획 드라마 《부활》 ... 어린 서은하(한지민 아역) 역
- 2006년 KBS1 대하드라마 《서울 1945》 ... 어린 문석경 / 후미야마 유케이(소유진 아역) 역
- 2006년 MBC 주말연속극 《누나》 ... 민지나 역
- 2007년 SBS 월화드라마 《강남엄마 따라잡기》 ... 이지연 역
- 2007년 MBC 수목 특별기획 드라마 《태왕사신기》 ... 어린 서기하(문소리 아역) 역
- 2007년 SBS 수목 특별기획 드라마 《로비스트》 ... 어린 에바(유선 아역) 역
- 2009년 KBS2 대하드라마 《천추태후》 ... 황보 설 / 어린 헌정왕후 / 황보씨(신애 아역) 역
- 2009년 MBC 창사48주년 월화 특별기획 드라마 《선덕여왕》 ... 보량 / 보라궁주 설씨 역
- 2011년 KBS2 월화 미니시리즈 《드림하이》 ... 고혜성 역 (특별출연)
- 2011년 MBC 월화 특별기획 드라마 《계백》 ... 어린 은고(송지효 아역) 역
- 2012년 TV조선 수목드라마 《프로포즈 대작전》 ... 함이슬 역
- 2013년 MBC 저녁 일일 특별기획 드라마 《구암 허준》 ... 이다희 역
- 2014년 SBS 월화 특별기획 드라마 《비밀의 문: 의궤 살인 사건》 ... 헌경왕후 홍씨 역
- 2016년 네이버 TV 웹 드라마 《초코뱅크》 ... 하초코 / 변말년 역
- 2016년 SBS 드라마스페셜 《딴따라》 ... 수현 역 (특별출연)
- 2016년 JTBC 금토드라마 《청춘시대》 ... 송지원 역
- 2016년 ~ 2017년 MBC 주말 특별기획 드라마 《아버님 제가 모실게요》 ... 오동희 / 방현정 역
- 2017년 JTBC 금토드라마 《청춘시대 2》 ... 송지원 역
- 2017년 SBS 드라마스페셜 《이판사판》 ... 이정주 / 최정주 역
- 2018년 KBS2 수목드라마 《오늘의 탐정》 ... 정여울 역
- 2019년 ~ 2020년 SBS 금토드라마 《스토브리그》 ... 이세영 역
- 2020년 SBS 월화드라마 《브람스를 좋아하세요?》 ... 채송아 역
- 2021년 KBS2 월화드라마 《연모》 ... 이휘 / 담이 역
- 2022년 ENA 수목드라마 《이상한 변호사 우영우》 ... 우영우 역
- 2023년 tvN 토일드라마 《무인도의 디바》 ... 서목하 역
- 2025년 Disney+ 오리지널 드라마 《하이퍼나이프》 ... 정세옥 역
- 미정 Netflix 오리지널 드라마 《더 원더풀스》 ... 은채니 역

### 연극
| 연도 | 제목                    | 역할 | 비고 |
| ---- | ----------------------- | ---- | ---- |
| 2009 | 옛날 옛적에 훠어이 훠이 | 아내 |      |

## 연기 외 활동

### 교양
| 연도 | 방송사   | 제목                                               | 역할          | 비고              |
| ---- | -------- | -------------------------------------------------- | ------------- | ----------------- |
| 2002 | SBS      | 좋은 아침                                          | 게스트        |                   |
| 2003 | KBS1     | 열려라 동요세상                                    | MC            |                   |
| 2004 | KBS1     | 2004 제16회 KBS 창작동요대회                       | MC            |                   |
| 2004 | KBS2     | 우리말 겨루기                                      | 출연자        | 24회(2004.05.05)  |
| 2005 | EBS1     | 신나는 새 학기 꿈꾸는 미래                         | MC            |                   |
| 2008 | SBS      | 그것이 알고 싶다                                   | 인터뷰 게스트 | 684회(2008.09.20) |
| 2009 | KBS1     | 2009 제21회 KBS 창작동요대회                       | MC            |                   |
| 2017 | SBS      | 희망TV                                             | 게스트        | 115회(2017.06.09) |
| 2018 | KBS 조이 | 하이원 서울가요대상                                | 시상자        | 2018.01.25        |
| 2019 | MBC      | 장애인의 날 특집 봄날의 기적                       | 게스트        | 2019.04.19        |
| 2021 | MBC      | 서울드라마어워즈(Seoul International Drama Awards) | MC            |                   |
| 2021 | KBS      | 청룡영화상                                         | 시상자        | 2021.11.26        |

### 예능
| 연도 | 방송사    | 제목                       | 역할          | 비고                                  |
| ---- | --------- | -------------------------- | ------------- | ------------------------------------- |
| 2002 | KBS2      | 개그콘서트 - 수다맨        |               |                                       |
| 2009 | Mnet      | 소년소녀 가요백서          | MC            |                                       |
| 2014 | SBS       | 한밤의 TV연예              | 비디오 클립   | (2014.10.9)                           |
| 2016 | OBS       | 독특한 연예뉴스            | 인터뷰 게스트 | (2016.07.19 인터뷰)                   |
| 2016 | MBC       | 섹션TV                     | 인터뷰 게스트 | (2016.11.13)                          |
| 2017 | tvN       | 내 귀에 캔디 2             | 게스트        | 9회, 10회(2017. 4. 15., 2017. 4. 22.) |
| 2017 | MBC       | 섹션TV                     | 인터뷰 게스트 | (2017.05.07)                          |
| 2017 | SBS       | 한밤의 TV연예              | 인터뷰 게스트 | (2017.11.21)                          |
| 2018 | KBS2      | 해피투게더 3               | 게스트        | 552회(2018.08.30)                     |
| 2018 | 아리랑 TV | Showbiz Korea              | 인터뷰 게스트 | 512회(2018.09.12)                     |
| 2018 | KBS2      | 연예가중계                 | 인터뷰 게스트 | 1729회(2018.09.14)                    |
| 2020 | SBS       | 한밤의 TV연예              | 인터뷰 게스트 | (2020.02.12)                          |
| 2020 | SBS       | 한밤의 TV연예              | 인터뷰 게스트 | (2020.08.20)                          |
| 2020 | SBS       | 런닝맨                     | 게스트        | 518회(2020.08.30)                     |
| 2020 | SBS       | 미운 우리 새끼             | 게스트        | 206회(2020.09.06)                     |
| 2020 | 카카오TV  | 톡이나 할까?               | 게스트        | 2회(2020.09.08)                       |
| 2021 | KBS       | 연중 라이브                | 인터뷰 게스트 | (2021.12.03)                          |
| 2022 | tvN       | 유 퀴즈 온 더 블럭         | 게스트        | 163회 (2022.10.05)                    |
| 2023 | JTBC      | JTBC 뉴스룸                | 게스트        | (2023.05.24)                          |
| 2023 | tvN       | 놀라운 토요일 - 도레미마켓 | 게스트        | 288회 (2023.11.04)                    |

### 라이브
| 연도 | 방송사     | 제목                   | 역할 | 비고              |
| ---- | ---------- | ---------------------- | ---- | ----------------- |
| 2016 | 브이라이브 | 청춘시대 첫 방송 기념  |      | (2016.07.22)      |
| 2017 | 브이라이브 | 청춘시대2 첫 방송 기념 | 단독 | 링크 (2017.08.25) |

### 뮤직비디오
| 연도 | 가수명          | 노래명                   | 공동 출연 |
| ---- | --------------- | ------------------------ | --------- |
| 2001 | 베이비복스      | 인형                     |           |
| 2001 | N.Gel           | Pray of Angel            |           |
| 2002 | 이기찬          | 감기                     |           |
| 2002 | 정윤돈          | 슬픈 하루                |           |
| 2005 | S.Jin           | 사랑해 주셔서 감사했어요 |           |
| 2007 | 윤건            | 난 모르잖아요            |           |
| 2009 | 김진표          | 로맨틱 겨울              |           |
| 2010 | 태양            | I'll be there            |           |
| 2010 | 태연, 더원      | 별처럼                   |           |
| 2011 | B.O.M           | 니가 없이                |           |
| 2011 | 어쿠스틱 콜라보 | 그대와 나 설레임         |           |

### 광고
| 연도      | 기업명           | 제품명                                          | 종류     | 공동 출연      |
| --------- | ---------------- | ----------------------------------------------- | -------- | -------------- |
| 1996      | 두손             | 삐삐                                            | 의류     |                |
| 2000      |                  | 파파리노(지면 광고)                             | 의류     | 유승호         |
| 2000      |                  | 해피아이(지면 광고)                             | 의류     |                |
| 2000      | 태승어패럴       | 뉴 골든(지면 광고)                              | 의류     |                |
| 2000      | SK네트웍스       | 카스피 키즈(지면 광고)                          | 의류     |                |
| 2000      | 재능교육         | J 백신 프로그램                                 | 학습지   | 정은아         |
| 2000~2001 |                  | 키티 브라운(지면 광고)                          | 의류     |                |
| 2001      | 해태제과식품     | 자유시간                                        | 초콜릿   |                |
| 2001      |                  | 에꼴리에(지면 광고)                             | 의류     |                |
| 2001      | 휠라             | (지면 광고)                                     | 의류     |                |
| 2002      | 교보생명         | 역경의 순간마다 교보가 힘이 되어드리겠습니다 편 | 생명보험 |                |
| 2002~2003 | 뱅뱅어패럴       | 리틀뱅뱅(지면 광고)                             | 의류     |                |
| 2005      | 삼성생명         | Bravo Your Life! 〈딸의 인생은 길다〉 편        | 생명보험 |                |
| 2005~2006 | 에프앤케이       | JCB(지면 광고)                                  | 의류     |                |
| 2005~2006 | 스마트에프앤디   | 스마트                                          | 교복     | 동방신기       |
| 2006      | 오리온           | 초코파이 정(베트남)                             | 과자     | 장동건         |
| 2007      | 삼성전자         | 스텔스 청소기                                   | 가전     |                |
| 2007      | 삼성전자         | 하우젠 은나노 세탁기                            | 가전     |                |
| 2008      | 마루             | MARU I(지면 광고)                               | 의류     | 유승호         |
| 2009      | 비상교육         | 완자                                            | 문제집   |                |
| 2010      | 롯데칠성음료     | 2% 부족할때                                     | 음료     | 김수현         |
| 2011      | 팬택             | VEGA LTE                                        | 휴대폰   |                |
| 2011~2012 | 에이블씨엔씨     | A'PIEU                                          | 화장품   | 비스트         |
| 2016~2017 | 한국주택금융공사 | 기업 PR                                         |          | 최불암         |
| 2018      | 롯데주류         | 순하리 소다톡                                   | 주류     |                |
| 2018~2020 | 한국인삼공사     | 정관장 홍삼정 에브리데이                        | 건강식품 | 정해인, 안성기 |
| 2020      | 팔도             | 팔도 비빔면                                     | 라면     |                |
| 2021      | 롯데칠성음료     | 칠성사이다                                      | 음료     |                |

## 수상 및 후보
| 연도 | 시상식                              | 부문                                           | 작품                 | 결과 |
| ---- | ----------------------------------- | ---------------------------------------------- | -------------------- | ---- |
| 2007 | SBS 연기대상                        | 여자 아역상                                    | 강남엄마 따라잡기    | 후보 |
| 2009 | KBS 연기대상                        | 여자 청소년연기상                              | 천추태후             | 수상 |
| 2013 | MBC 연기대상                        | 여자 신인연기상                                | 구암 허준            | 후보 |
| 2017 | 서울웹페스트 영화제                 | 여우주연상                                     | 초코뱅크             | 후보 |
| 2017 | 제10회 코리아 드라마 어워즈         | 여자 신인연기상                                | 아버님 제가 모실게요 | 후보 |
| 2017 | MBC 연기대상                        | 주말극부문 여자 우수연기상                     | 아버님 제가 모실게요 | 후보 |
| 2017 | SBS 연기대상                        | 수목드라마부문 여자 우수연기상                 | 이판사판             | 후보 |
| 2018 | KBS 연기대상                        | 미니시리즈부문 여자 우수연기상                 | 오늘의 탐정          | 후보 |
| 2018 | KBS 연기대상                        | 여자 네티즌상                                  | 오늘의 탐정          | 후보 |
| 2018 | KBS 연기대상                        | 베스트 커플상 (with 최다니엘)                  | 오늘의 탐정          | 후보 |
| 2019 | 제14회 숨피 어워즈                  | 브레이크아웃 배우상                            | 오늘의 탐정          | 후보 |
| 2020 | 제33회 그리메상                     | 여자 최우수연기자상                            | 스토브리그           | 수상 |
| 2020 | SBS 연기대상                        | 미니시리즈 판타지·로맨스부문 여자 최우수연기상 | 브람스를 좋아하세요? | 수상 |
| 2020 | SBS 연기대상                        | 베스트 커플상 (with 김민재)                    | 브람스를 좋아하세요? | 수상 |
| 2020 | SBS 연기대상                        | 미니시리즈 장르·액션부문 여자 우수연기상       | 스토브리그           | 후보 |
| 2021 | 제7회 에이판 스타 어워즈            | 미니시리즈부문 여자 우수연기상                 | 스토브리그           | 후보 |
| 2021 | KBS 연기대상                        | 대상                                           | 연모                 | 후보 |
| 2021 | KBS 연기대상                        | 여자 최우수연기상                              | 연모                 | 수상 |
| 2021 | KBS 연기대상                        | 미니시리즈부문 여자 우수연기상                 | 연모                 | 후보 |
| 2021 | KBS 연기대상                        | 베스트 커플상 (with 로운)                      | 연모                 | 수상 |
| 2021 | KBS 연기대상                        | 여자 인기상                                    | 연모                 | 수상 |
| 2022 | 제58회 백상예술대상                 | TV부문 여자 최우수연기상                       | 연모                 | 후보 |
| 2022 | 제49회 한국방송대상                 | 최우수 연기자상                                | 연모                 | 수상 |
| 2022 | 제8회 에이판 스타 어워즈            | 아이돌챔프 인기상                              | 이상한 변호사 우영우 | 수상 |
| 2022 | 제8회 에이판 스타 어워즈            | 미니시리즈부문 여자 최우수연기상               | 이상한 변호사 우영우 | 후보 |
| 2022 | Asian Pacific Cinema & Television   | Rising Star TV부문                             | 이상한 변호사 우영우 | 수상 |
| 2022 | 제13회 코리아 드라마 어워즈         | 연기대상                                       | 이상한 변호사 우영우 | 후보 |
| 2022 | 제4회 아시아콘텐츠어워즈            | 여자 최우수연기상                              | 이상한 변호사 우영우 | 수상 |
| 2022 | 씨네21 올해의 시리즈                | 올해의 여자 배우                               | 이상한 변호사 우영우 | 수상 |
| 2022 | 키노라이츠 어워즈                   | 올해의 한국 여자 배우                          | 이상한 변호사 우영우 | 수상 |
| 2022 | 제27회 소비자의 날 시상식           | 시청자가 뽑은 올해의 배우                      | 이상한 변호사 우영우 | 수상 |
| 2023 | 2023 CJ ENM 비저너리                | TOP10                                          | 이상한 변호사 우영우 | 수상 |
| 2023 | 제59회 백상예술대상                 | TV부문 여자 최우수연기상                       | 이상한 변호사 우영우 | 후보 |
| 2023 | 제59회 백상예술대상                 | TV부문 대상                                    | 이상한 변호사 우영우 | 수상 |
| 2023 | 제18회 서울 드라마 어워즈           | 아시아스타상                                   | 이상한 변호사 우영우 | 수상 |
| 2023 | 제14회 대한민국 대중문화예술상      | 국무총리 표창                                  | 빈칸                 | 수상 |
| 2023 | 2023 한국 방송진행자의 밤           | 올해의 연기자상                                | 빈칸                 | 수상 |
| 2024 | 2024 코파 & 니콘 프레스 포토 어워즈 | 올해의 포토제닉                                | 빈칸                 | 수상 |
| 2025 | 제4회 청룡 시리즈 어워즈            | 여우주연상                                     | 하이퍼나이프         | 후보 |